# Lê Thái Tổ
Lê Thái Tổ (chữ Hán: 黎太祖 10 tháng 9 năm 1385 – 5 tháng 10 năm 1433), tên thật là Lê Lợi (黎利) là một nhà chính trị, nhà lãnh đạo quân sự, người đã thành lập một đội quân người Việt và lãnh đạo đội quân này chiến đấu chống lại sự chiếm đóng của quân đội nhà Minh từ năm 1418 đến lúc đánh đuổi hoàn toàn quân Minh ra khỏi Đại Việt vào năm 1428 sau đó xây dựng và tái thiết lập đất nước. Ông cũng thành công với các chiến dịch quân sự đánh dẹp các tù trưởng ở biên giới phía Bắc Đại Việt và quân đội Ai Lao bị xúi giục. Ông được coi là anh hùng, vị Hoàng đế huyền thoại của Đại Việt với tài năng quân sự, khả năng cai trị và lòng nhân ái đối với nhân dân.
Lê Lợi sinh ra trong một gia đình hào trưởng tại Thanh Hóa, trưởng thành trong thời kỳ Nhà Minh đô hộ nước Việt. Thời bấy giờ có nhiều cuộc khởi nghĩa của người Việt nổ ra chống lại quân Minh nhưng đều thất bại. Năm 1418, Lê Lợi tổ chức cuộc khởi nghĩa Lam Sơn với lực lượng ban đầu chỉ khoảng vài nghìn người. Thời gian đầu ông hoạt động ở vùng thượng du Thanh Hóa, quân Minh đã huy động lực lượng tới hàng vạn quân để đàn áp, nhưng bằng chiến thuật trốn tránh hoặc sử dụng chiến thuật phục kích và hòa hoãn, nghĩa quân Lam Sơn đã dần lớn mạnh. Năm năm sau (1424), Lê Lợi quyết định đánh vào Nghệ An, Thuận Hóa, liên tục thắng trận rồi trở ra giải phóng Thanh Hóa. Tới năm 1426, quân Lam Sơn đã làm chủ từ Thanh Hóa tới Thuận Hóa, quân Minh chỉ còn co cụm trong các thành Nghệ An, Thuận Hóa và Hà Nội.
Năm 1426, ông cử 3 đạo quân tiến ra Bắc, trong khi nhà Minh cử một lực lượng lớn do Vương Thông chỉ huy sang tiếp viện. Hai cánh quân của Lê Lợi kết hợp với nhau, đánh bại quân Minh ở trận Tốt Động – Chúc Động, ép Vương Thông lui về Đông Quan cố thủ. Nghe tin, Lê Lợi lập tức mang đại quân ra Bắc, tổ chức lại quân đội, phân chia hành chính, ban hành các đạo dụ răn quân lính và nhân dân,... lập thế trận bao vây quân Minh. Nhà Minh lại tiếp tục sai các tướng Liễu Thăng, Mộc Thạnh mang quân sang tiếp viện, Lê Lợi sai quân ngăn chặn và đánh bại hoàn toàn hai đạo quân tiếp viện này. Vương Thông cùng đường phải xin hòa với quân Lam Sơn khi chưa được sự cho phép của triều đình Minh. Bất chấp sự phản đối của tướng lĩnh và dân chúng, Lê Lợi không những cho phép quân Minh được rút lui an toàn mà còn chu cấp vật tư như thuyền bè, tu sửa đường sá,... cho họ. Đến ngày 17 tháng 12 năm 1427 (âm lịch) quân Minh chính thức về nước, Lê Lợi sai Nguyễn Trãi thay mình làm bài Bình Ngô đại cáo báo cáo cho thiên hạ biết về việc quân Minh đã giảng hòa, rút quân về nước, Nam Bắc thôi việc binh đao, thiên hạ đại định.
Năm 1428, lên ngôi vua, Lê Lợi từ điện Tranh ở Bồ Đề vào thành Đông Quan, đại xá thiên hạ, đổi niên hiệu là Thuận Thiên, đặt quốc hiệu là Đại Việt, lấy Đông Kinh làm thủ đô, xưng là Thuận Thiên Thừa Vận Duệ Văn Anh Vũ Đại Vương, hiệu là Lam sơn động chủ, sử gọi là Thái Tổ Cao Hoàng đế, dựng lên hoàng triều Lê (sử Việt Nam hiện đại gọi là nhà Hậu Lê). Lê Lợi đã xây dựng lại khoa cử, luật lệ, kinh tế, chế tác lễ nhạc, đồng thời thu thập lại sách vở, mở mang trường học... làm cho nước Đại Việt được thịnh trị. Ông còn dẹp yên các thổ tù chống đối ở vùng biên viễn phía Tây như Bế Khắc Thiệu, Nông Đắc Thái (châu Thạch Lâm) và Đèo Cát Hãn (châu Mường Lễ), đánh bại một cánh quân Ai Lao sang giúp Hãn.
Ông được các sử gia đánh giá cao ở tài năng chính trị, quân sự, kinh tế, là một trong hai vị thánh trung hưng của dân tộc (người đầu tiên là Ngô Quyền) nhưng một số sử gia hiện đại lại chỉ trích vì cho rằng ông đã làm hại hai trong số gần một trăm công thần được ông phong là Trần Nguyên Hãn và Phạm Văn Xảo. Tuy nhiên, các sử gia Lê Quý Đôn, Trần Quốc Vượng và Tạ Chí Đại Trường cho rằng Trần Nguyên Hãn và Phạm Văn Xảo thực sự đã phạm tội, và Lê Lợi xử tội họ là đúng theo pháp luật. Khi Việt Nam bị người Pháp đô hộ, những người chủ trương khôi phục quốc gia đã coi Lê Lợi và khởi nghĩa Lam Sơn như là hình mẫu, niềm cảm hứng và biểu tượng của sự đoàn kết quốc gia. Phan Bội Châu coi ông là hình ảnh chói lọi của vị vua Trung hưng thứ hai sau Ngô Quyền. Trong Chiến tranh Việt Nam (1945-1975) để đề ra chiến lược đánh Pháp và Mỹ, lãnh tụ của Việt Nam Dân chủ Cộng hòa là Trường Chinh viết cuốn sách Kháng chiến nhất định thắng lợi đã lấy cuộc kháng chiến 10 năm của Lê Lợi làm ví dụ cho việc kháng chiến trường kỳ.

## Nguồn gốc và giáo dục

Di tích lịch sử và kiến trúc nghệ thuật Lam Kinh (Lam Sơn) thuộc địa bàn thị trấn Lam Sơn và xã Xuân Lam (huyện Thọ Xuân), xã Kiên Thọ (huyện Ngọc Lặc), Thanh Hóa.

### Tiến vào Nghệ An

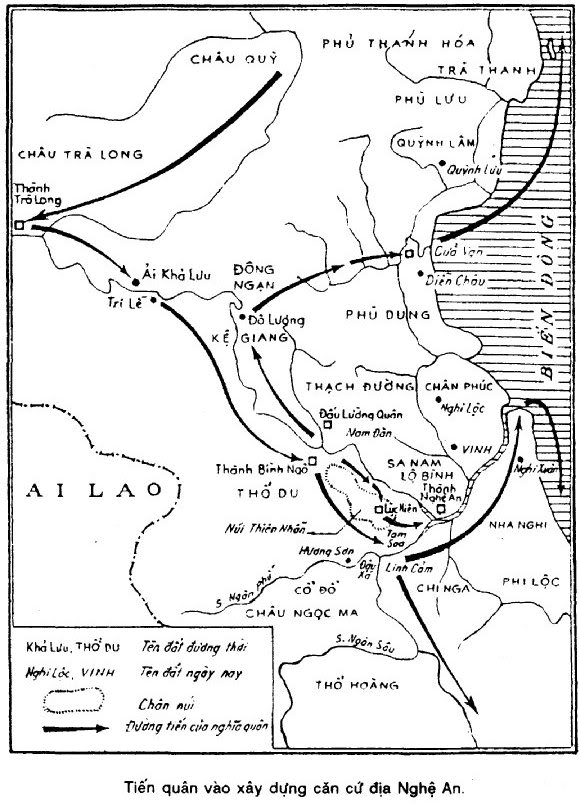
Nghĩa quân Lam Sơn tiến quân vào Nghệ An.